# Камен Калев
Камен Калев (болг. Камен Калев); нар. 8 червня 1975, Бургас) — болгарський кінорежисер.

## Біографія та творчість
Народився 8 червня 1975 в місті Бургас.
Після здобуття середньої освіти у французькій школі в Бургасі, наступні два роки вивчав кінематографію в Національній академії. Потім
продовжив навчання у Французькій національній академії кінематографії «Femis» у Парижі. Зі своїми першими фільмами брав участь у кінофестивалях в Сараєво, Берліні, Нью-Йорку, Стокгольмі, Каннах. Написав більше 60 комерційних та музичних відеороликів.
У 2009 його фільм «Източни пиеси» бере участь у Каннському кінофестивалі, це був перший болгарський фільм в офіційному відборі 1990. Болгарська прем'єра фільму відбулася 6 жовтня 2009 у Бургасі. «Източни пиеси» — це його перший повний художній фільм, реалізований без державного фінансування.

## Фільмографія
- «Orpheus»
- «Maltonius Olbren»
- «Върнете заека»
- «Лошият заек»
- «Пълнометражни»
- «Източни пиеси» (2009)
- «Островът» (2010)
- «Мости Сараєва» (2014)
- «С лице надолу» (2015)